# Герасименко, Назар Евстратович
Герасименко Назар Евстратович (1903, дер. Птичь, Мозырский уезд, Российская империя (ныне Петриковский район, Гомельская область) — декабрь 1942) — белорусский подпольщик в годы ВОВ.

## Биография
Служил в Красной Армии с 1925 по 1929 год. Затем работал на фабрике «Коммунарка», позже на различных партийных должностях. 
С первых дней оккупации Минска включился в борьбу против немецко-фашистских захватчиков. В мае — сентябре 1942 года являлся секретарём Сталинского подпольного райкома партии Минска. Его квартира на улице Немига была конспиративной явкой подпольщиков: здесь проходили встречи, совещания, принимались связные партизанских отрядов, хранились оружие, медикаменты, литература. 
В начале октября 1942 Н. Е. Герасименко, его жена и 12-летняя дочь Людмила были арестованы и после пыток казнены в газенвагене.

## Память
Имя Н. Е. Герасименко носит одна из улиц города Минска.